# San Diego Film Critics Society Award per il migliore film di animazione

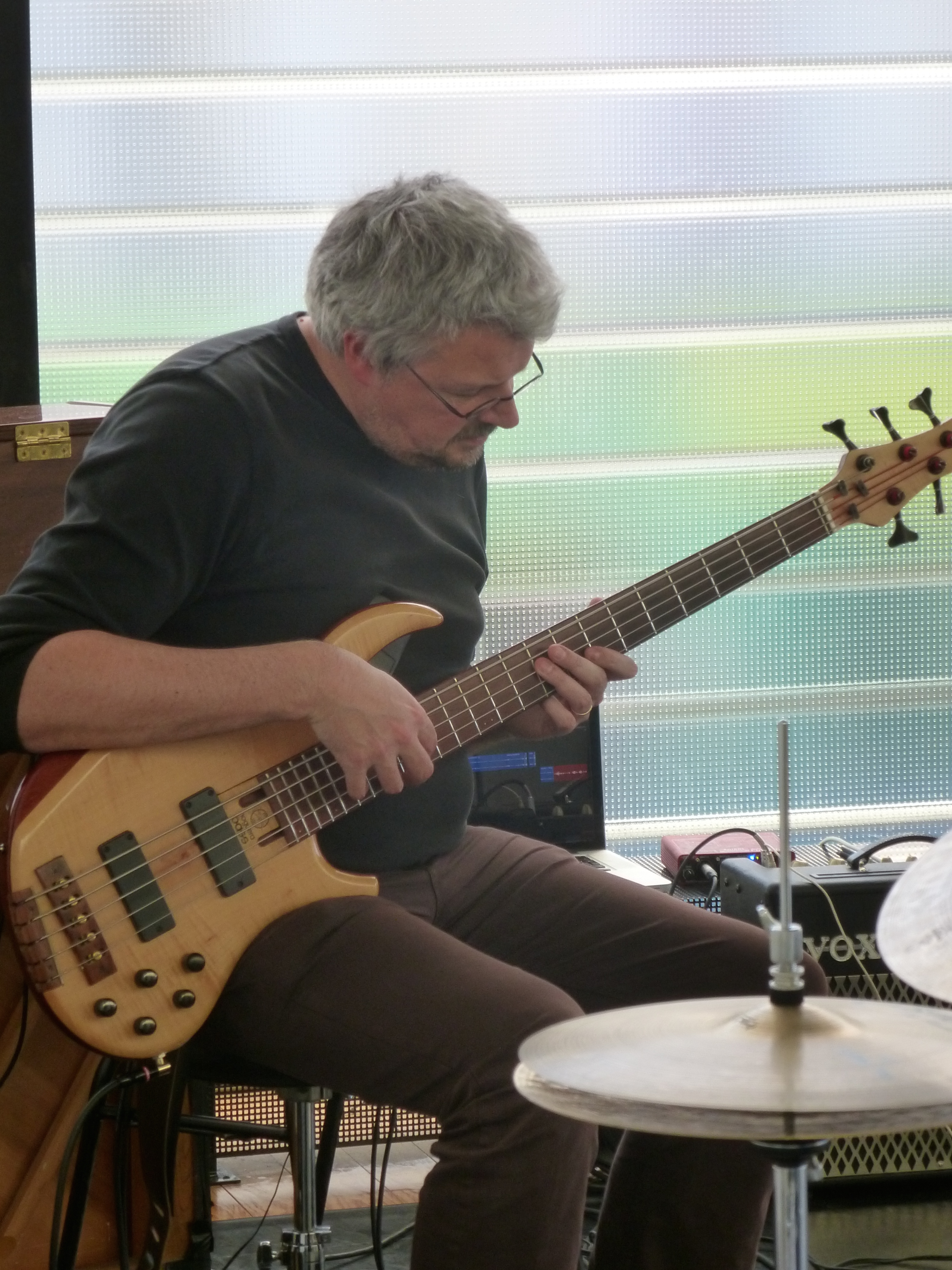
Sylvain Chomet è stato il primo vincitore del premio per la regia di Appuntamento a Belleville

Il San Diego Film Critics Society Award per il migliore film d'animazione (San Diego Film Critics Society Award for Best Animated Film) è un premio assegnato nell'ambito del San Diego Film Critics Society Awards dal 2003 alla migliore pellicola di genere.

## Vincitori e candidati
I vincitori sono indicati in grassetto, a seguire gli altri candidati.

### Anni 2000-2009
- 2003 - Appuntamento a Belleville (Les Triplettes de Belleville) di Sylvain Chomet
  - Alla ricerca di Nemo (Finding Nemo) di Andrew Stanton
  - Sinbad - La leggenda dei sette mari (Sinbad: Legend of the Seven Seas) di Patrick Gilmore e Tim Johnson
- 2004 - Gli Incredibili - Una "normale" famiglia di supereroi (The Incredibles) di Brad Bird
  - Shark Tale di Vicky Jenson, Bibo Bergeron e Rob Letterman
  - Shrek 2 di Andrew Adamson, Kelly Asbury e Conrad Vernon
- 2005 - Il castello errante di Howl (Hauru no ugoku shiro) di Hayao Miyazaki
  - La sposa cadavere (Corpse Bride) di Mike Johnson e Tim Burton
  - Wallace & Gromit - La maledizione del coniglio mannaro (The Curse of the Were-Rabbit) di Nick Park
- 2006 - Cars - Motori ruggenti (Cars) di John Lasseter
  - Ant Bully - Una vita da formica (The Ant Bully) di John A. Davis
  - Giù per il tubo (Flushed Away) di David Bowers e Sam Fell
  - Happy Feet di George Miller
  - Monster House di Gil Kenan
- 2007 - Ratatouille di Brad Bird e Jan Pinkava
  - Bee Movie di Simon J. Smith e Steve Hickner
  - Persepolis di Marjane Satrapi e Vincent Paronnaud
  - I Simpson - Il film (The Simpsons Movie) di David Silverman
  - Surf's Up - I re delle onde (Surf's Up) di Ash Brannon e Chris Buck
- 2008 - WALL•E di Andrew Stanton
  - Bolt - Un eroe a quattro zampe (Bolt) di Chris Williams
  - Kung Fu Panda di Mark Osborne e John Stevenson
- 2009 - Up di Pete Docter e Bob Peterson
  - 9 di Shane Acker
  - Coraline e la porta magica (Coraline) di Henry Selick
  - Fantastic Mr. Fox di Wes Anderson
  - Mostri contro alieni (Monsters vs. Aliens) di Rob Letterman e Conrad Vernon

### Anni 2010-2019
- 2010 - Toy Story 3 - La grande fuga (Toy Story 3) di Lee Unkrich
  - Cattivissimo me (Despicable Me) di Pierre Coffin e Chris Renaud
  - Dragon Trainer (How to Train Your Dragon) di Chris Sanders e Dean DeBlois
  - L'illusionista (L'Illusionniste) di Sylvain Chomet
  - Rapunzel - L'intreccio della torre (Tangled) di Nathan Greno e Byron Howard
- 2011 - Il figlio di Babbo Natale (Arthur Christmas) di Sara Smith
  - Happy Feet 2 (Happy Feet Two) di George Miller
  - Kung Fu Panda 2 di Jennifer Yuh
  - Rango di Gore Verbinski
  - Winnie the Pooh - Nuove avventure nel Bosco dei 100 Acri (Winnie the Pooh) di Stephen Anderson e Don Hall
- 2012 - ParaNorman di Sam Fell e Chris Butler
  - Ribelle - The Brave (Brave) di Mark Andrews, Brenda Chapman e Steve Purcell
  - Frankenweenie di Tim Burton
  - Le 5 leggende (Rise of the Guardians) di Peter Ramsey
  - Ralph Spaccatutto (Wreck-It Ralph) di Rich Moore
- 2013 - Si alza il vento (Kaze tachinu) di Hayao Miyazaki
  - Cattivissimo me 2 (Despicable Me 2) di Pierre Coffin e Chris Renaud
  - Frozen - Il regno di ghiaccio (Frozen) di Chris Buck e Jennifer Lee
  - Tutti in scena! (Get a Horse!) di Lauren MacMullan
  - I Croods (The Croods) di Kirk De Micco e Chris Sanders
- 2014 - Boxtrolls - Le scatole magiche (The Boxtrolls), di Graham Annable e Anthony Stacchi
  - Big Hero 6, di Don Hall e Chris Williams
  - Dragon Trainer 2 (How to Train Your Dragon 2), di Dean DeBlois
  - The Lego Movie, di Phil Lord e Christopher Miller
  - Nut Job - Operazione noccioline (The Nut Job), di Peter Lepeniotis
- 2015 - Anomalisa, di Charlie Kaufman e Duke Johnson
  - Il viaggio di Arlo (The Good Dinosaur), di Peter Sohn
  - Inside Out, di Pete Docter e Ronnie del Carmen
  - Snoopy & Friends - Il film dei Peanuts (The Peanuts Movie), di Steve Martino
  - Shaun, vita da pecora - Il film (Shaun the Sheep Movie), di Richard Starzak e Mark Burton
- 2016 - Kubo e la spada magica (Kubo and the Two Strings), di Travis Knight
  - Avril et le Monde truqué, di Christian Desmares e Franck Ekinci
  - Sasha e il Polo Nord (Tout en haut du monde), di Rémi Chayé
  - Oceania (Moana), di Ron Clements e John Musker
  - Zootropolis (Zootopia), di Byron Howard, Rich Moore e Jared Bush
- 2017 - La mia vita da Zucchina (Ma vie de Courgette), di Claude Barras
  - Coco, di Lee Unkrich e Adrian Molina
  - Loving Vincent, di Dorota Kobiela e Hugh Welchman
  - My Entire High School Sinking Into the Sea, di Dash Shaw
  - Baby Boss (The Boss Baby), di Tom McGrath
- 2018 - L'isola dei cani (Isle of Dogs), di Wes Anderson
  - Have a Nice Day (大世界), di Liu Jian
  - Gli Incredibili 2 (Incredibles 2), di Brad Bird
  - Ralph spacca Internet (Ralph Breaks the Internet), di Phil Johnston e Rich Moore
  - Spider-Man - Un nuovo universo (Spider-Man: Into the Spider-Verse), di Bob Persichetti, Peter Ramsey e Rodney Rothman
- 2019 - Dov'è il mio corpo? (J'ai perdu mon corps), di Jérémy Clapin
  - Dragon Trainer - Il mondo nascosto (How to Train Your Dragon: The Hidden World), di Dean DeBlois
  - Missing Link, di Chris Butler
  - Il piccolo yeti (Abominable), di Jill Culton
  - Toy Story 4, di Josh Cooley

### Anni 2020-2029
- 2020 - Wolfwalkers - Il popolo dei lupi (Wolfwalkers), di Tomm Moore e Ross Stewart
  - Onward - Oltre la magia (Onward), di Dan Scanlon
  - Over the Moon - Il fantastico mondo di Lunaria (Over the Moon), di Glen Keane
  - Soul - Quando un'anima si perde (Soul), di Pete Docter
  - Trolls World Tour, di Walt Dohrn
- 2021 - Luca, di Enrico Casarosa e Jesse Andrews
  - I Mitchell contro le macchine (The Mitchells vs. the Machines), di Mike Rianda
  - Encanto, di Byron Howard
  - Flee (Flugt), di Jonas Poher Rasmussen
  - Raya e l'ultimo drago (Raya and the Last Dragon), di Don Hall
- 2022 - Pinocchio di Guillermo del Toro (Guillermo del Toro's Pinocchio), di Guillermo del Toro e Mark Gustafson
  - Marcel the Shell (Marcel the Shell with Shoes On), di Dean Fleischer Camp
  - Red (Turning Red), di Domee Shi
  - Il gatto con gli stivali 2 - L'ultimo desiderio (Puss in Boots: The Last Wish), di Joel Crawford
  - Wendell & Wild, di Henry Selick
- 2023 - Il ragazzo e l'airone (Kimi-tachi wa dō ikiru ka), regia di Hayao Miyazaki
  - Spider-Man: Across the Spider-Verse, regia di Joaquim Dos Santos, Kemp Powers e Justin K. Thompson
  - Galline in fuga - L'alba dei nugget (Chicken Run: Dawn of the Nugget), regia di Sam Fell
  - Nimona, regia di Nick Bruno e Troy Quane
  - Il mio amico robot (Robot Dreams), regia di Pablo Berger
- 2024 - Flow - Un mondo da salvare (Flow), regia di Gints Zilbalodis
  - Il robot selvaggio (The Wild Robot), regia di Chris Sanders
  - Transformers One, regia di Josh Cooley
  - Wallace e Gromit - Le piume della vendetta (Wallace & Gromit: Vengeance Most Fowl), regia di Nick Park
  - Memoir of a Snail, regia di Adam Elliot